# Jayne Mansfield
Jayne Mansfield (nascida Vera Jayne Palmer; Bryn Mawr, Pensilvânia, 19 de abril de 1933 – U.S. Route 90, perto de Slidell, Luisiana, 29 de junho de 1967) foi uma atriz estadunidense de cinema e teatro. 
Referida muitas vezes como a grande rival de Marilyn Monroe, Jayne Mansfield foi também uma das primeiras playmates da Playboy. Ela é considerada uma das principais símbolos sexuais da década de 1950. 
Embora muitos de seus filmes nunca tenham sido vistos pelas gerações posteriores, Mansfield continua sendo um dos ícones mais conhecidos da cultura americana de celebridades dos anos 1950 e 1960.

## Biografia
Jayne nasceu em 1933, em Bryn Mawr, na Pensilvânia, como Vera Jayne Palmer. Era a filha única de Herbert William Palmer e de Vera Jeffrey Palmer. Passou a infância em Phillipsburg onde seu pai trabalhava como advogado para o futuro governador de Nova Jérsei, Robert B. Meyner. Seu pai viria a falecer em 1936 de infarto. Em 1939 sua mãe se casou com o engenheiro Harry Lawrence Peers e a família se mudou para Dallas, no Texas.
Ainda criança, ela sonhava em se tornar uma estrela de cinema como Shirley Temple. Aos 12 anos começou a ter aulas de dança de salão. Em 1950, formou-se no ensino médio pela Highland Park High School. No colégio, aprendeu a tocar violino, piano e violão, além de ter estudado espanhol e alemão.

## Carreira
Mansfield chamou primeiro a atenção do público ao se tornar a playmate da edição de fevereiro de 1955 da revista Playboy. Como atriz, atuou em várias produções de Hollywood que enfatizavam o seu lado sensual, sendo considerada a grande alternativa da 20th Century Fox para Marilyn Monroe. Tornou-se, de fato, a primeira atriz a aparecer nua em uma produção hollywoodiana (em Promises! Promises! de 1963). A partir de 1960 fez uma série de filmes na Europa, com resultados desastrosos para sua carreira  pós-1962.

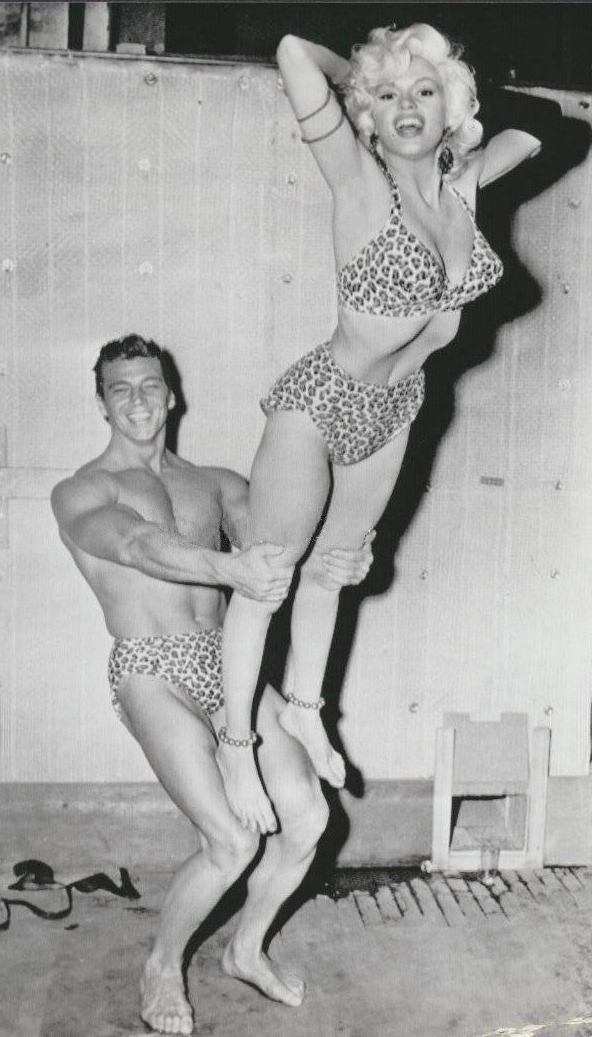
Jayne Mansfield com o seu segundo marido, o fisiculturista Mickey Hargitay em Beverly Hills, c. 1956.

Embora a carreira cinematográfica de Mansfield tenha sido curta, ela obteve vários sucessos de bilheteria e ganhou um World Theater Award e um Globo de Ouro. Ela teve sucesso no papel de Rita Marlowe, tanto na versão da Broadway de 1955-1956 quanto na versão de Hollywood de 1957 Will Success Spoil Rock Hunter?. Suas outras grandes atuações no cinema foram em The Girl Can't Help It (1956), The Wayward Bus (1957) e Too Hot to Handle (1960).
Muitas vezes chamada de a "loira mais inteligente de Hollywood", referências frequentes foram feitas ao alto QI de Jayne Mansfield, que ela afirmou ser de 163. Apesar disso, ela frequentemente queixava-se de que o público não se importava com sua inteligência, dizendo que eles estavam mais interessados em suas medidas corporais. Além do inglês, ela falava quatro outras línguas. Aprendeu francês, espanhol e alemão no ensino médio e, em 1963, passou a estudar italiano. 
Em 1954, adotou o rosa como sua "cor oficial". Em novembro de 1957, pouco antes de seu casamento e usando o dinheiro de uma herança, Jayne comprou uma mansão em estilo mediterrâneo com 40 quartos localizada em 10 100 Sunset Boulevard, em Beverly Hills, Califórnia. Mansfield tinha a casa inteira pintada de cor de rosa, com cupidos rodeados por luzes fluorescentes de cor rosa, um ambiente inspirado em casas de banho. Havia ainda uma piscina em formato de coração cor de rosa e uma fonte que jorrava champanhe (também rosa). Ela apelidou sua casa de "Pink Palace". Mickey Hargitay (seu segundo marido e um encanador e carpinteiro antes de se dedicar ao fisiculturismo) construiu a piscina em forma de coração. Em 1958, ela comprou um Cadillac Eldorado conversível cor de rosa, sendo este o único carro da cor em Hollywood na época.
Após a morte da Jayne, a casa foi vendida e seus proprietários seguintes incluíram o Beatle Ringo Starr, Cass Elliot e Engelbert Humperdinck. Em 2002, Humperdinck vendeu novamente a mansão, que foi demolida em novembro daquele ano.

### Vida Pessoal
Jayne casou-se três vezes e divorciou-se duas. O primeiro casamento foi com Paul Mansfield, em 1950, aos dezesseis anos de idade. Durante o primeiro ano deste casamento, Mansfield deu à luz sua primeira filha, Jayne Marie Mansfield. Duas semanas antes da atriz falecer, Jayne Marie, então aos dezesseis anos de idade, acusou o namorado da mãe, Sam Brody, de espancá-la. Dois dias depois, sob a acusação de que a mãe incentivava os espancamentos, Jayne Marie foi colocada pela justiça sob a custódia de um tio-avô, W.W. Pigue.
O segundo e talvez mais famoso casamento de Mansfield foi com o fisiculturista e Mister Universo Mickey Hargitay. Os dois se casaram em 1958 e se divorciaram 1963 no México - o divórcio só foi reconhecido pela justiça estadunidense em 1964. Durante este casamento, Mansfield teve três filhos: Miklós Jeffrey Palmer Hargitay, em 1958; Zoltán Anthony Hargitay, em 1960 e Mariska Magdolna Hargitay, em 1964, esta ultima tendo se tornado uma premiada atriz de TV, famosa principalmente pelo papel de Olivia Benson na série Law & Order: SVU. 
O último casamento de Jayne Mansfield foi com Matt Cimber, um diretor italiano, em 1964. O casal se separou em 1965 e pediu divórcio em 1966. Durante este casamento, Mansfield deu à luz seu último filho, Tony Cimber, em 1965.

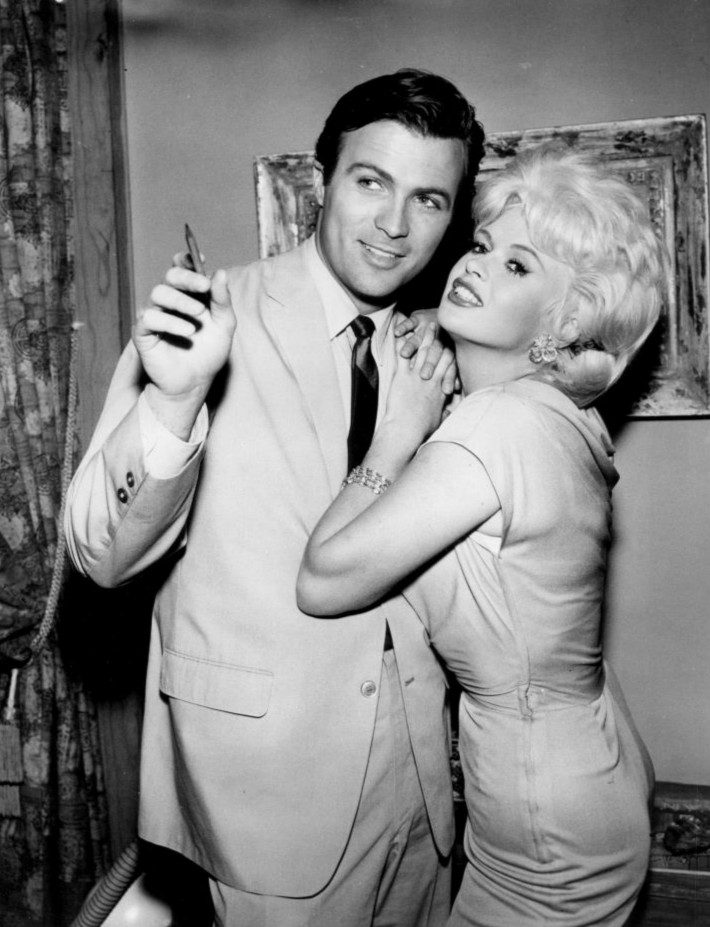
Jayne Mansfield com o ator Barry Coe, 1962.

### Religião
Originalmente de família protestante, em Agosto de 1963 Mansfield decidiu se converter ao catolicismo. No entanto, ela não tinha interesse pela religião, apenas queria se casar com Matt Cimber em uma cerimônia católica, mas foi incapaz de encontrar um padre que aceitasse realizar a cerimônia. Em maio de 1967, sua performance no Mount Brandon Hotel, em Tralee, Irlanda, foi cancelada após ser condenada pelo clero católico.
Em San Francisco para o Festival de Cinema de 1966, Mansfield e Sam Brody visitaram a Igreja de Satã para conhecer Anton LaVey, o fundador da igreja. Ele concedeu a Mansfield um medalhão e o título de "Alta Sacerdotisa da Igreja de Satanás de São Francisco". A mídia entusiasticamente cobriu a reunião e os eventos em torno dela, identificando-a como satanista e romanticamente envolvida com LaVey. Esse encontro continua sendo um evento muito divulgado e muito citado da história da Igreja de satanás. Karla LaVey, filha de Anton, confirmou em uma entrevista de 1992 para Joan Rivers que Jayne Mansfield era de fato uma satanista praticante e que ela tinha um relacionamento romântico com Anton LaVey.

### Morte
Depois de alguns anos de decadência, sua carreira foi subitamente interrompida na madrugada de 29 de junho de 1967, aos 34 anos de idade, quando sofreu um acidente de carro durante uma viagem entre Nova Orleães e Slidell com o namorado Sam Brody e três de seus cinco filhos. O carro que eles estavam, um Buick Electra, colidiu de frente com um caminhão na U.S. Route 90 em Luisiana, na altura da  Rigolets Bridge, por volta das 2h25 da madrugada. Jayne, Brody e o motorista faleceram na hora, mas as crianças, que estavam todas no banco traseiro, ficaram apenas com ferimentos leves.

## Filmografia

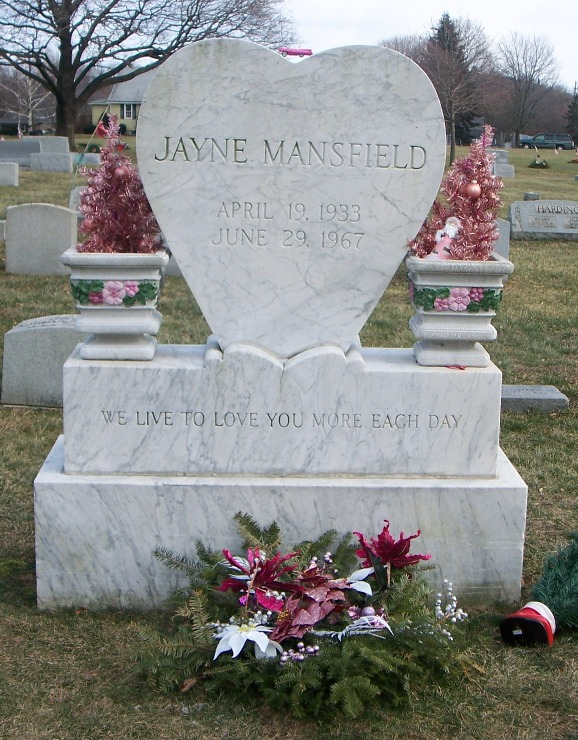
Túmulo de Jayne Mansfield no Fairview Cemetery em Pen Argyl, Pensilvânia.

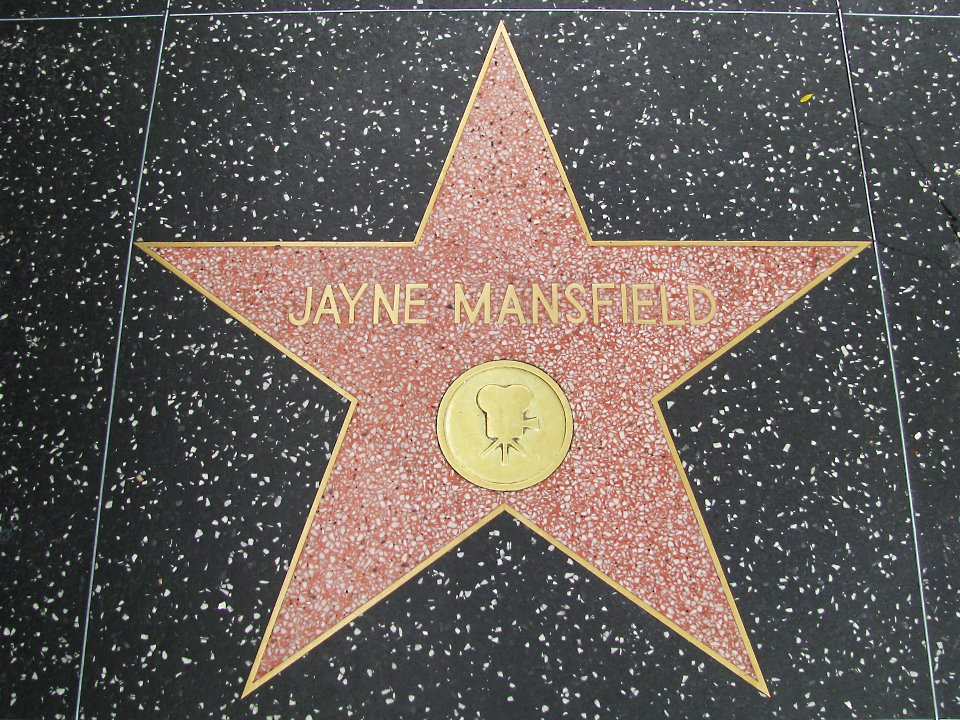
A estrela de Jayne Mansfield na Calçada da Fama de Hollywood.

Todos os títulos em português referem-se a exibições no Brasil. Foram omitidos os documentários de que participou.
- 1955 The Female Jungle
- 1955 Trágica Fatalidade (Illegal)
- 1955 A Taverna Maldita (Pete Kelly's Blues)
- 1955 Horas Sombrias (Hell on Frisco Bay); não creditada
- 1956 Sabes o Que Quero (The Girl Can't Help It)
- 1956 Honra de um Ladrão (The Burglar)
- 1957 Em Busca de um Homem (Will Success Spoil Rock Hunter?)
- 1957 Ciúme, Tempero do Amor (The Wayward Bus)
- 1957 O Beijo de Despedida (Kiss Them For Me)
- 1958 Apuros de um Xerife (The Sheriff of Fractured Jaw)
- 1960 A Mulher Que Soube Amar (The Challenge)
- 1960 Ela Era Irresistível (Too Hot to Handle)
- 1960 Os Amores de Hércules (Gli Amori di Ercole)
- 1962 Aconteceu em Atenas (It Happened in Athens)
- 1962 Suave É o Amor (Panic Button…Operazione Fisco)
- 1962 Da Lama Para a Glória (The George Raft Story)
- 1963 Promises! Promises!
- 1963 Heimweh Nach St. Pauli
- 1963 Die Herren Partie
- 1964 L'Amore Primitivo
- 1964 O Crime Caminha a Meu lado (La Morte Vestita di Dollari)
- 1966 The Fat Spy
- 1966 Las Vegas Hillbillies
- 1967 Single Room Furnished
- 1967 Diário de um Homem Casado (A Guide for the Married Man)